# Doryonychus raptor
Doryonychus raptor är en spindelart som beskrevs av Simon 1900. Doryonychus raptor ingår i släktet Doryonychus och familjen käkspindlar. Inga underarter finns listade i Catalogue of Life.